# Masbaraud-Mérignat
Masbaraud-Mérignat este o comună în departamentul Creuse din centrul Franței. În 2009 avea o populație de 373 de locuitori.

## Evoluția populației
| An        | 1975 | 1982 | 1990 | 1999 | 2006 | 2009 |
| --------- | ---- | ---- | ---- | ---- | ---- | ---- |
| Populație | 310  | 315  | 339  | 328  | 361  | 373  |